# Diagrama de Hasse

Elements de P (P (P (P ({})))) en Diagrama de Hasse.

En matemàtiques, un diagrama de Hasse  és una representació gràfica simplificada d'un conjunt parcialment ordenat finit. Això s'aconsegueix eliminant informació redundant. Per a això es dibuixa una aresta ascendent entre dos elements només si un segueix a un altre sense haver altres elements intermedis.
En un diagrama de Hasse s'elimina la necessitat de representar:
- Cicles d'un element, ja que s'entén que una relació d'ordre parcial és reflexiva.
- Arestes que es dedueixen de la transitivitat de la relació.

## Definició
- De dos membres x i y d'un conjunt parcialment ordenat S que « y segueix x » si  x  ≤  y  i no hi ha element de  S  entre x i y.

L'ordre parcial és llavors precisament la clausura transitiva de la  relació de seguir .
- El diagrama de Hasse de  S  es defineix com el conjunt de tots els parells ordenats ( x ,  y ) tals que  y  segueix  x , és a dir, el diagrama de Hasse es pot identificar amb la  relació de seguir .

## Exemple
Concretament, es representa cada membre de S com un punt negre a la pàgina i es dibuixa una línia que vagi cap amunt de x a y si y segueix x.
Per exemple, sigui el conjunt  A  ={1, 2, 3, 4, 5, 6, 10, 12, 15, 20, 30, 60}(tots els divisors de 60). Aquest conjunt està ordenat parcialment per la relació de divisibilitat. El seu diagrama de Hasse pot ser representat de la manera següent:
Per exemple, en el diagrama de Hasse del  Poset  de tots els divisors d'un nombre  n , ordenats parcialment per divisibilitat,  n  mateix està en el límit del diagrama, el número 1 estaria en el fons, i els divisors més petits (cosins) seguirien l'element inferior.

## Relació amb els grafs
Un diagrama de Hasse es pot veure també com un graf al qual se li lleven tots els seus bucles i els seus arestes que poden deduir amb la propietat transitiva i propietat reflexiva.

## La dificultat de trobar un bon diagrama de Hasse
Les relacions «seguir» queda definida de manera única a partir de la relació d'ordre inicial. Això fa que les arestes del diagrama de Hasse i els punts que connecten quedin determinats també de forma única. Però hi ha un problema addicional: trobar una ubicació adequada per als vèrtexs que pugui reflectir alguna de les simetries subjacents.
En aquest sentit, trobar un bon diagrama és difícil.
S'han proposat diversos algorismes per a dibuixar «bons» diagrames, però avui dia sempre queda menester una forta intervenció humana per a construir-les. De fet, fins i tot un humà necessita bastant pràctica per elaborar-los.
Els següents exemples corresponen a diagrames de Hasse d'una mateixa relació d'ordre:
| Hipercub 4-D, segons la distància des d'una cantonada |  | Projecció de l'hipercub 4-D |  | Projecció per arestes de l'hipercub |